# Kepler-19b
Kepler-19b – planeta pozasłoneczna orbitująca wokół gwiazdy Kepler-19, odkryta w 2011 w ramach programu Kepler.
Planeta została odkryta metodą tranzytową. Planeta regularnie przechodząc przed tarczą gwiazdy Kepler-19, widziana z Ziemi, nieco ją przesłania, zmniejszając w niewielkim stopniu jasność gwiazdy, co pozwoliło ją odkryć. Po odkryciu Kepler-19b, okazało się, że jej ruch orbitalny jest zakłócany przez inne, niewidoczne ciało niebieskie. W ruchu wokół swojego słońca, oglądana z Ziemi, spóźnia się ona lub przyspiesza o pięć minut. Dokładne pomiary różnic czasowych pozwoliły na niebezpośrednie wykrycie drugiej planety tego systemu, która otrzymała oznaczenie Kepler-19c.